# Азово-Чорноморський край
46° пн. ш. 40° сх. д. / 46° пн. ш. 40° сх. д.
Азово-Чорноморський край — адміністративно-територіальна одиниця РРФСР у 1934–1937 роках.
Азово-Чорноморський край утворений 10 січня 1934 виділенням з Північно-Кавказького краю його західної частини. Східну залишився під назвою Північно-Кавказький край, центром якого став П'ятигорськ.
Азово-Чорноморський край включив у себе Адигейську АО, Північну область й території сучасних Краснодарського краю й решти Ростовської області.
Постановою ВЦВК від 18 січня 1935 затверджено нове адміністративно-територіальний поділ Азово-Чорноморського краю: Північно-Донський округ (26 районов), Адигейська автономная область (5 районов) й 110 самостійних районів, що підпорядковувалися Азово-Чорноморському крайвиконкому.
Північна область припинила своє існування 5 липня 1934 року.
13 вересня 1937 розділено на Ростовську область і Краснодарський край з Адигейської АО у останньому.

## Адміністративно територіальний поділ

### Адміністративно-територіальний поділ на 1934[3]
Адміністративним центром Азово-Чорноморського краю було місто Ростов на Дону.
Райони у безпосередньому підпорядкуванню краю:
1. Азовський район (місто Азов);
2. Анапський район (місто Анапа);
3. Апшеронський район (селище Апшеронське);
4. Армавірський район (місто Армавір);
5. Вірменський національний район (селище Єлізаветопольське);
6. Білоглинський район (селище Біла Глина);
7. Білоріченський район (селище Білоріченське);
8. Брюховецький район (селище Брюховецьке);
9. Ванновський національний (Німецький) район (селище Ванновське);
10. Геленджицький район (місто Геленджик);
11. Гарячо-Ключевський район (курортне селище Гарячий Ключ);
12. Грецький національний район (селище Кримське);
13. Єйський район (місто Єйськ);
14. Зимовніківський район (однойменне селище при залізничній станції Зимовники, Північно-Кавказької залізниці);
15. Коломацький національний район (селище Кутейниковське);
16. Канівський район (селище Канівське);
17. Костянтинівський район (селище Константиновське);
18. Коренівський район (селище Коренівське);
19. Краснодарський район (місто Краснодар);
20. Кропоткінський район (місто Кропоткін);
21. Кримський район (селище Кримське);
22. Курганський район (селище Курганне);
23. Кущевський район (селище Кущевська);
24. Лабинський район (селище Лабинське);
25. Майкопський район (місто Майкоп);
26. Матвієво-Курганський район (селище Матвієв-Курган);
27. Мечетинський район (селище Мечетинське);
28. М'ясниковський національний (Вірменський) район (селище Чалтир);
29. Ново-Покровський район (селище Ново-Покровське);
30. Новочеркаський район (місто Новочеркаськ);
31. Отрадненський район (селище Отдрадне);
32. Павловський район (селище Павловське);
33. Приморсько-Ахтарський район (селище Приморсько-Ахтарське);
34. Пролетарський район (селище Пролетарське);
35. Ремонтинський район (селище Ремонтне);
36. Сальський район (місто Сальськ);
37. Сіверський район (селище Сіверське);
38. Слов'янський район (селище Слов'янське);
39. Сочинський район (селище Адлер);
40. Старомінський район (селище Старомінське);
41. Темрюцький район (місто Темрюк);
42. Тимашівський район (селище Тимашевськ);
43. Тихоріцький район (місто Тихоріцьк);
44. Туапсинський район (місто Туапсе);
45. Усть-Лабинський район (селище Усть-Лабинське);
46. Цимлянський район (селище Цимлянське);
47. Шапсузький національний район (селище Совіт-Квадже);
48. Шахтинський район (місто Шахти).

Міста крайового підпорядкування:
1. Краснодар,
2. Красний Сулин,
3. Новоросійськ,
4. Ростов на Дону,
5. Сочи,
6. Таганріг.

#### Північна область у 1934 році
Адміністративний центр Північної області (1933—1934) — місто Міллерово.
Райони у складі Північної області:
1. Верхньо-Донський район (селище Казанське);
2. Вешенський район (селище Вешенське);
3. Кам'янський район (місто Кам'янськ-Шахтинський);
4. Кашарський район (селище Кашари);
5. Леоново-Калитвенський район (робітниче селище Чертково);
6. Мальчевський район (селище Мальчевське);
7. Морозовський район (селище Морозівське);
8. Обливський район (селище Обливське);
9. Тарасовський район (селище Верхньо-Тарасовка);
10. Тацинський район (селище Тацино).

Місто Міллерово було у обласному підпорядкуванні й не відносилося до жодного району області.

#### Адигейська автономна область 1934 року
Адміністративний центр області — місто Краснодар.
Райони у складі Адигейської автономної області:
1. Красногвардійський район (селище Николаєвське);
2. Псекупський район (селище Понежукай);
3. Шовгеновський район (селище Хакурінохабль).

### Адміністративно-територіальний поділ на 1936 рік[4][5]
1. Абинський район,
2. Азовський район,
3. Аксайський район,
4. Александровський район,
5. Анапський район,
6. Анастасіївський район,
7. місто Армавір,
8. Архангельський район,
9. Багаєвський район,
10. Батайський район,
11. Білоглинський район,
12. Білоріченський район,
13. Брюховецький район,
14. Ванновський район,
15. Великокріпинський район,
16. Велико-Мартиновський район,
17. Веселовський район,
18. Виселковський район,
19. Вірменський національний район (Єлизаветпольє),
20. Гаряче-Клюцький район,
21. Геленджицький район,
22. Голодаївський район,
23. Гражданський район (Ново-Малоросійське),
24. Гулькевичеський район,
25. Дінський район,
26. Дубовський район,
27. Єгорлицький район,
28. Єйський район,
29. Завітний район,
30. Зимовниковський район,
31. Іллінський район,
32. Кагальницький район,
33. Кальниболоцький район,
34. Камишувацький район,
35. Канівський район,
36. Катериновський район,
37. Константиновський район,
38. Коренівський район,
39. Красноармійський район,
40. місто Краснодар,
41. місто Красний Сулин,
42. Криловський район,
43. Кримський район,
44. Кропоткінський район,
45. Курганненський район,
46. Кутейніковський район,
47. Кущевський район,
48. Лабинський район,
49. Ладозький район,
50. Ленінградський район,
51. Лиманський район (Єйсько-Укріпленне),
52. Мар'янський район,
53. Матвієво-Курганський район,
54. Мечетинський район,
55. Мостовський район,
56. Незамаєвський район,
57. Нєфтегірський район,
58. Николаєвський район,
59. Новокубанський район,
60. Ново-Курганський район,
61. Ново-Леушковський район,
62. Новомінський район,
63. Ново-Покровський район,
64. місто Новоросійськ,
65. Новотитарівський район,
66. місто Новочеркаськ,
67. Орловський район,
68. Отрадненський район,
69. Павловський район,
70. Петровський район,
71. Піщанокопський район,
72. Покровський район,
73. Поповічевський район,
74. Приморсько-Охтарський район,
75. Пролетарський район,
76. Ремонтненський район,
77. Роговський район,
78. Родіоново-Несвітайський район,
79. Розвільненський район,
80. Роздорський район,
81. Романовський район,
82. місто Ростов-на-Дону,
83. Рязанський район,
84. Сальський район,
85. Самарський район,
86. Семикаракорський район,
87. Сіверський район,
88. Совецький район,
89. місто Сочи,
90. Сочинський район (місто Адлер),
91. Спокійненський район,
92. Старо-Мінський район,
93. Старо-Нижньостеблієвський район,
94. Старо-Щербинський район,
95. місто Таганріг,
96. Теміргоєвський район,
97. Темрюцький район,
98. Тимашівський район,
99. Тихоріцький район,
100. Тіфліський район,
101. Туапсинський район,
102. Тульський район,
103. Удобнинський район,
104. Успенський район,
105. Усть-Лабинський район,
106. Федорівський район,
107. Цимлянський район,
108. Цілинський район,
109. Чалтирський район,
110. місто Шахти,
111. Шкуринський район,
112. Ярославський район.

#### Північно-Донський округ у 1936 році[4][5]
Райони у складі Північно-Донського округу (1934—1937):
1. Алексієво-Лозовський район,
2. Базковський район,
3. Білокалитвенський район,
4. Боковський район,
5. Вешенський район,
6. Волошинський район,
7. Глибокинський район,
8. Звєрєвський район,
9. Казанський район,
10. місто Кам'янськ,
11. Кашарський район,
12. Колушкінський район,
13. Кононовський район,
14. Криворозький район,
15. Мальчевський район,
16. Мигулинський район,
17. Милютинський район,
18. місто Міллерово,
19. Морозовський район,
20. Обливський район,
21. Селивановський район,
22. Скасирський район,
23. Тарасовський район (Верхньо-Тарасовське селище),
24. Тацинський район,
25. Усть-Мечетський район,
26. Чернишевський район,
27. Чертковський район.

#### Адигейська автономна область 1934 року[4]
Райони у складі Адигейської автономної області:
1. Гіагинський район,
2. Коше-Хабльський район,
3. місто Майкоп,
4. Николаєвський район,
5. Понежукайський район,
6. Тахтамукайський район,
7. Хакурино-Хабльський район.